# بریمفیلد (ماساچوست)
بریمفیلد(به انگلیسی: Brimfield) شهرکی در شهرستان همپدن ایالت ماساچوست می‌باشد که در سال ۱۷۳۱ بنیان‌گذاری شده‌است. این شهرک در سرشماری سال ۲۰۱۰ میلادی، ۳٬۶۰۹ نفر جمعیت داشته‌است.